# Hercosett
In der Textilindustrie wird mit dem Hercosett-Verfahren (auch superwash genannt) die Wolle filzfrei ausgerüstet. Es wird den Schuppen der Wolle durch teilweises Ablösen (mit Hilfe von Chlor) erschwert, sich zu verhaken und die Verfilzung auszulösen. Auf die Fasern des Woll-Kammzugs (Vorstufe vor dem Spinnprozess) wird dann mit einem Polyamid-Epichlorhydrinharz ein waschbeständiger Film gelegt, der sich reaktiv mit den Aminogruppen des Wollkeratins verbindet. Derartig behandelte Wolle ist wesentlich unempfindlicher und für eine milde Haushaltswäsche in der Waschmaschine  durchaus geeignet. Bei Beachtung besonderer Verarbeitungs- und Konfektionsrichtlinien durch den Bekleidungshersteller kann das Kleidungsstück sogar im Trockner getrocknet werden.